# Азыркин, Михаил Павлович
Михаи́л Па́влович Азы́ркин (29 ноября 1921, Кочетовка, Пензенская губерния — 29 сентября 2002, Инсар, Россия) — советский военнослужащий. В Рабоче-крестьянской Красной Армии служил с марта 1941 года по май 1946 года. Воинская специальность — механик-водитель танка. Участник Великой Отечественной войны. Полный кавалер ордена Славы. Воинское звание на момент демобилизации — старшина. С 1965 года младший лейтенант запаса.

## Биография

### До войны
Михаил Павлович Азыркин родился 29 ноября 1921 года в селе Кочетовка Инсарского уезда Пензенской губернии РСФСР (ныне село Инсарского района Республики Мордовия Российской Федерации) шестым ребёнком в многодетной крестьянской семье Павла Михайловича и Софьи Матвеевны Азыркиных. Мордвин-мокша. Окончил шесть классов неполной средней школы в родном селе.
Техникой Михаил Павлович интересовался с детских лет, и со школьной скамьи мечтал стать трактористом. По окончании школы он пошёл работать в колхоз «Красное знамя», но из-за возраста приобрести специальность механизатора ему сразу не удалось. Несколько лет Михаил Павлович трудился в колхозе плугарём. Только в 1940 году он осуществил детскую мечту. После окончания курсов трактористов он начал работать по специальности на Верхнелухменской машинно-тракторной станции.
В ряды Рабоче-крестьянской Красной Армии М. П. Азыркин был призван Инсарским районным военкоматом Мордовской АССР в марте 1941 года. Гражданская профессия Михаила Павловича во многом определила его воинскую специальность. Пройдя курс обучения в танковой школе, он начал срочную службу механиком-водителем танка БТ в танковом полку, дислоцировавшемся на территории Молдавской ССР. С началом Великой Отечественной войны часть, в которой служил Михаил Павлович, вошла в состав Юго-Западного фронта.

### От Прута до гор Кавказа
В боях с немецко-фашистскими захватчиками М. П. Азыркин с 22 июня 1941 года. Участвовал в приграничных сражениях в Молдавии, отступал с боями через всю Украину к Днепру. В сентябре 1941 года Михаил Павлович был тяжело ранен и эвакуирован в госпиталь. Перенёс несколько сложных операций, но вернулся в строй. Некоторое время воевал в составе 17-го танкового корпуса. Летом 1942 года во время ожесточённых боёв на Дону вновь был ранен. В конце 1942 года после излечения его направили в 134-й отдельный танковый полк. Зимой — весной 1943 года, сражаясь на Северо-Кавказском и Южном фронтах, М. П. Азыркин в составе своего подразделения освобождал Северный Кавказ и Ростовскую область. Весной 1943 года полк, в котором воевал Михаил Павлович, был выведен в резерв Ставки Верховного Главнокомандующего. До лета 1943 года личный состав полка занимался боевой учёбой в Московском военном округе, в районе Тулы.

### К низовьям Днепра
В начале августа 1943 года 134-й отдельный танковый полк вновь вернулся на Южный фронт и вошёл в состав 30-й кавалерийской дивизии 4-го гвардейского кавалерийского корпуса. В ходе Донбасской операции советские войска прорвали оборону противника на десятикилометровом участке фронта, и в образовавшуюся брешь был брошен кавалерийский корпус генерал-лейтенанта Н. Я. Кириченко. В районе Греково-Тимофеевки 134-й отдельный танковый полк подвергся ожесточённой бомбардировке с воздуха. Более 70 вражеских бомбардировщиков стремились остановить продвижение советских танков. Несколько машин было подбито и повреждено. В сложной обстановке механик-водитель танка старший сержант М. П. Азыркин за счёт умелого маневрирования сумел с риском для жизни вывести из под удара боевую машину командира взвода. Преодолевая сопротивление врага, танкисты и кавалеристы вклинились в предполье немецкой обороны на реке Кальмиус. Михаил Павлович участвовал в ожесточённых боях за посёлок Тельманово, где после разгрома врага частями корпуса были захватили крупные склады с боеприпасами, горюче-смазочными материалами и продовольствием, 14 исправных автомашины, 2 бронетранспортёра и около 200 пленных. После взятия Тельманово 134-й отдельный танковый полк наступал на мариупольском направлении. Во время ночной атаки на хутор Заиченко механик-водитель М. П. Азыркин на своём танке смело ворвался в расположение противника и гусеницами раздавил 18 немецких солдат и ещё трёх уничтожил из нагана. За отличие в Донбасской операции Михаил Павлович позднее был награждён своей первой боевой наградой — медалью «За отвагу». До этого момента ему довелось поучаствовать в боях в северной Таврии во время Мелитопольской операции. С выходом частей Южного (с 20 октября 1943 года — 4-го Украинского) фронта к низовьям Днепра 4-й гвардейский кавалерийский корпус был выведен в резерв.

### Освобождение Украины
До 19 января 1944 года 30-я кавалерийская дивизия, в состав которой входил 134-й отельный танковый полк, несла охрану побережья Чёрного моря от полуострова Карадай до Перекопа. Затем она присоединилась к основным силам корпуса и принимала участие в Никопольско-Криворожской операции в составе 3-го Украинского фронта. После ликвидации последнего плацдарма немцев на левом берегу Днепра, конногвардейцы генерал-лейтенанта И. А. Плиева включились в Березнеговато-Снигирёвскую операцию. Старший сержант М. П. Азыркин принимал участие в рейде по тылам 6-й армии вермахта, громил её оперативные резервы, в составе своего подразделения освобождал Новый Буг, являвшийся основным опорным пунктом противника в междуречье Ингульца и Ингула.
Логическим продолжением удачно проведённой операции стало последующее наступление войск 3-го Украинского фронта на одесском направлении. Частям 4-го гвардейского казачьего кавалерийского корпуса предстояло идти в очередной прорыв и захватить важный транспортный узел врага — станцию Раздельная. Дорога была тяжёлой: на пути к цели коннице и танкам пришлось преодолевать бездорожье и весеннюю распутицу, форсировать две крупные водные преграды — Тилигул и Большой Куяльник. Исса Александрович Плиев в своих воспоминаниях отмечал:

Сильный ветер давил густой снежной массой, бил в лицо, слепил глаза. Стараясь согреться, казаки спешились. Они шли боком, подавшись вперёд, с трудом сдерживая напор снега и ветра. Шли, сберегая силы коней для атаки Раздельной. Шли на последних запасах физических сил и неистощимой воле. Танки, самоходки, автомашины двигались там, где, казалось, невозможно ни проехать, ни пройти. Их тянули, толкали, подкладывая под колеса и гусеницы брёвна, доски, хворост — всё, что можно, вплоть до телогреек и шинелей. Люди устали до той крайности, когда угрожающе теряется контроль над собой, притупляется чувство восприятия. Человек становится безразличным даже к опасности. — Плиев И. А. Разгром «армии мстителей»

Распутица на пути в Раздельную

134-й отдельный танковый полк совместно с 127-м кавалерийским полком действовал в авангарде своей дивизии. Поздним вечером 3 апреля 1944 года под покровом темноты танкисты полковника Н. А. Огнева неожиданной атакой сбили боевое охранение немцев, и преследуя бегущего противника, на его плечах ворвались в восточную часть крупного посёлка Сталино, где заняли мост через Малый Куяльник, обеспечив переправу конницы в западную часть посёлка. Не сбавляя ход, танкисты двинулись к Раздельной и утром 4 апреля атаковали город со стороны Понятовки. Умело маневрируя на поле боя, старший сержант М. П. Азыркин на своём танке первым ворвался в расположение врага и начал давить гусеницами его живую силу и огневые точки. Решительными действиями механик-водитель вызвал панику в стане немев и обратил их в беспорядочное бегство. Преследуя противника, Михаил Павлович повёл свою машину на пути его отхода, тараня по дороге автомашины и повозки с имуществом. Несмотря на то, что был ранен командир танка, старший сержант Азыркин не утратил контроль над боевой обстановкой и самостоятельно принимал по ходу боя грамотные решения. В сражении за Раздельную Михаил Павлович лично раздавил танком 3 станковых пулемёта, 3 миномёта и 6 повозок с боеприпасами. Огнём из пулемётов и гусеницами экипаж танка истребил до 120 немецких солдат и офицеров. За образцовое выполнение боевых заданий командования на фронте борьбы с немецкими захватчиками и проявленные при этом доблесть и мужество приказом от 28 апреля 1944 года старший сержант М. П. Азыркин был награждён орденом Славы 3-й степени (№ 57048).
Взятие частями конно-механизированной группы генерал-лейтенанта Плиева Раздельной имело важное стратегическое значение. Была перерезана железная дорога Одесса — Тирасполь, единственная транспортная коммуникация, связывающая северную и южную части немецкой группы армий «А». В особенно тяжёлом положении оказалась одесская группировка противника, лишившаяся основного пути отступления в Румынию. 10 апреля 1944 года Одесса при непосредственном участии 4-го гвардейского кавалерийского корпуса была освобождена частями Красной Армии. До 13 апреля соединения корпуса громили отступавшие к Днестру немецкие войска, после чего были выведены в резерв, и в конце месяца переброшены на 1-й Белорусский фронт.

### Операция «Багратион»
23 июня 1944 года началось крупномасштабное наступление Красной Армии в Белоруссии — операция «Багратион». Конно-механизированная группа 1-го Белорусского фронта, начав наступление в рамках Бобруйской фронтовой операции, к её окончанию вышла на рубеж Птичи и заняла плацдарм на западном берегу реки. В ходе наступления 134-й отдельный танковый полк действовал совместно с 138-м кавалерийским полком в авангарде 30-й кавалерийской дивизии. Танкисты шли впереди боевых порядков конницы и своевременно подавляли огневые точки противника, мешавшие её продвижению. С плацдарма на реке Птичь танкисты и кавалеристы продолжили наступление в рамках Минской операции. 30 июня 1944 года старший сержант М. П. Азыркин принимал участие в освобождении города Слуцка. 1 июля Михаил Павлович на своей боевой машине одним из первых ворвался в село Новый Свержень.

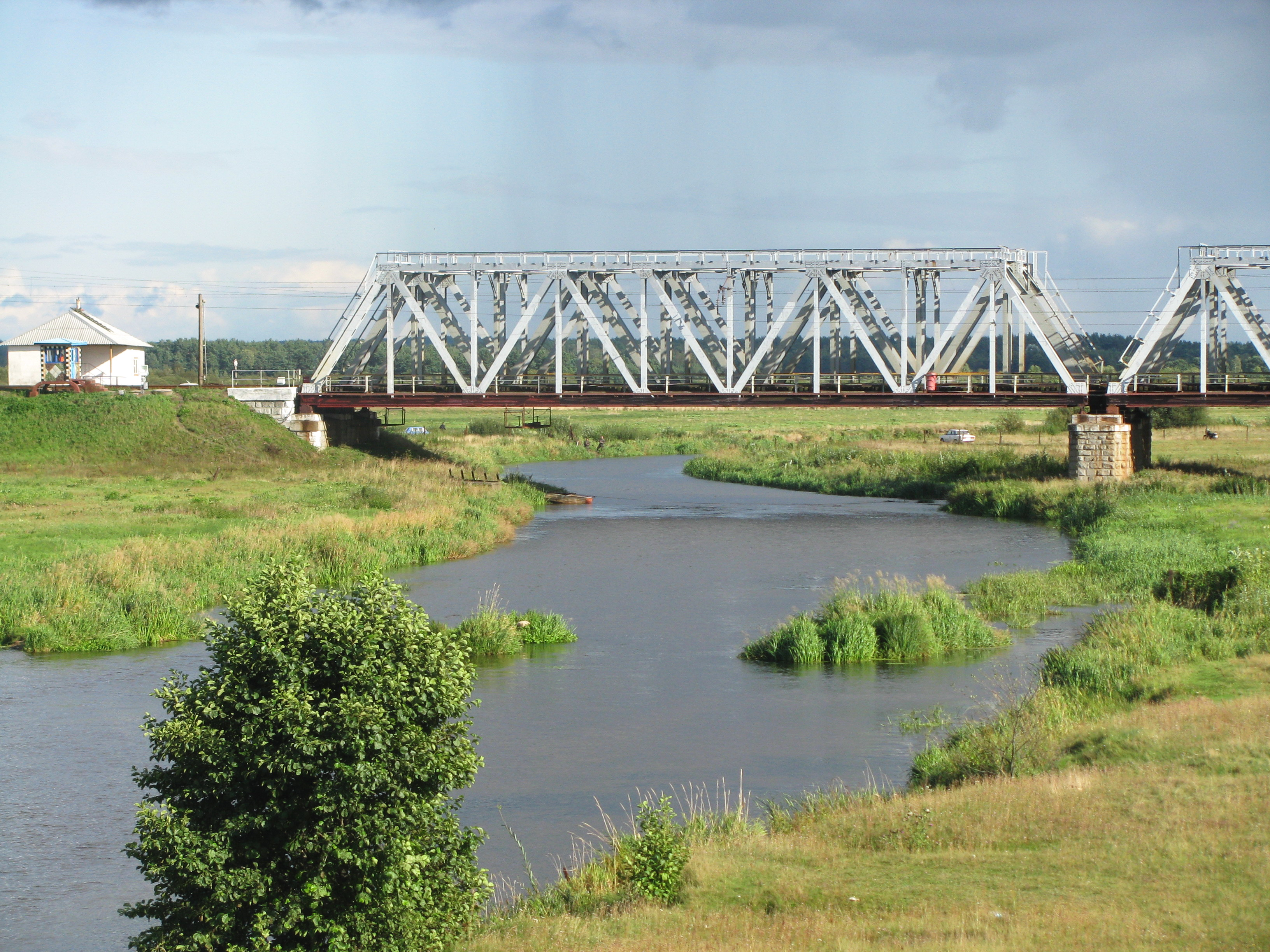
Река Неман в районе города Столбцы

Стремительное продвижение танкистов не позволило немцам уничтожить мосты через Неман, благодаря чему основные силы 134-го танкового и 138-го кавалерийского полков беспрепятственно переправились через водную преграду. 2 июля механик-водитель Азыркин умело преодолел заградительный огонь противника и на максимальной скорости ворвался в город Столбцы. Огнём орудия, пулемётов и гусеницами экипаж танка уничтожил 2 противотанковые пушки и до 120 солдат и офицеров вермахта, проложив тем самым дорогу в город другим экипажам и кавалерийским эскадронам. На одном из городских перекрёстков Михаил Павлович в смотровую щель заметил мчавшийся ему наперерез вражеский бронетранспортёр с автоматчиками. Приняв в доли секунды решение, Азыркин взял немецкий БТР на таран.
В июле — августе 1944 года конно-механизированная группа продолжала наступление на барановичско-брестском направлении, неоднократно прорываясь в глубокий оперативный тыл противника, где громила его резервы, окружала и уничтожала крупные немецкие группировки, дезорганизовывала тылы и управление войсками. Всего за время Белорусской стратегической операции танк старшего сержанта М. П. Азыркина прошёл с боями около 1000 километров и принимал участие во всех боевых операциях полка, отработав при этом без единой поломки более двух норм моточасов. «Опытный, отлично знающий своё дело механик-водитель. Бережно относится к своей машине… Храбро, мужественно и умело маневрируя на поле боя, показал подлинное мастерство вождения танка», — так характеризовал Михаила Павловича командир полка полковник Н. А. Огнев. Приказом от 23 августа 1944 года старший сержант М. П. Азыркин был награждён орденом Славы 2-й степени (№ 31831).

### Бои в Венгрии
С выходом к Висле и захватом плацдармов на левом берегу реки войска 1-го Белорусского фронта перешли к обороне, и 24 августа 1944 года 4-й гвардейский кавалерийский корпус получил приказ о передислокации на 2-й Украинский фронт, в Румынию, где намечалось новое крупное наступление Красной Армии. 6 октября 1944 года 134-й танковый полк совместно с 127-м кавалерийским полком, действуя в авангарде своей дивизии, мощным ударом прорвал оборону противника у населённого пункта Кемф, и глубоко вклинившись на вражескую территорию, вынудил немецкие и венгерские войска беспорядочно отступить на большом участке фронта. В районе населённого пункта Бихария 11 октября основные силы 30-й кавалерийской дивизии неожиданно были атакованы частями 23-й танковой дивизии вермахта. 24 танка противника при поддержке самоходных артиллерийских установок попытались оттеснить кавалеристов на северо-запад. Дивизионная артиллерия с трудом сдерживала натиск врага, и командир дивизии гвардии полковник Г. И. Рева вынужден был развернуть уже вышедший на северо-западную окраину посёлка Кишмарья 134-й танковый полк. Одним из первых на помощь артиллеристам подоспел танк старшего сержанта Азыркина. Экипаж сходу вступили в бой, но первые выстрелы оказались неудачными: один снаряд прошёл мимо, второй отрикошетил от брони вражеского танка, не причинив ему вреда. В сложившейся ситуации командир экипажа принял решение идти на таран. Механик-водитель смело бросил машину вперёд. От удара мотор немецкого танка заглох, и он остановился, а подоспевшие бойцы артиллерийского расчёта взорвали его гранатами. С подходом основных сил полка, противник поспешно отступил в район Надькереки, оставив на поле боя несколько подбитых и сожжённых машин. 12 октября 1944 года в бою за город Орадеа-Маре старший сержант М. П. Азыркин на своём танке ворвался в расположение врага, и действуя гусеницами, уничтожил 2 противотанковых орудия и 3 станковых пулемёта, мешавших продвижению танков и кавалерии, а также истребил до 50 солдат неприятеля. Противник был деморализован и в панике бежал, бросая оружие.
После взятия Орадеа-Маре 134-й танковый полк начал наступление на северо-запад. 15 октября 1944 года в бою за городок Береттьоуйфалу старший сержант М. П. Азыркин умелым маневрированием дал возможность экипажу подбить два вражеских танка. 19 октября во время штурма города Дебрецен Михаил Павлович со своими боевыми товарищами участвовал в отражении контратак пехоты и танков противника. Успешные действия танкистов на флангах дивизии дали возможность кавалерийским эскадронам продвинуться вперёд и завязать бой на окраине города. 20 октября старший сержант М. П. Азыркин принимал участие в штурме города Ньиредьхаза. Противник оказывал яростное сопротивление. На одном из участков боя продвижению советских солдат мешала установленная на бронетранспортёре малокалиберная зенитная пушка. Механик-водитель Азыркин сумел незаметно подвести свой танк к вражескому орудию и смял его гусеницами.
За отличие в Дебреценской операции 30 октября 1944 года командир полка полковник Н. А. Огнев представил старшего сержанта М. П. Азыркина к высшей степени ордена Славы. Представление командира полка поддержал военный совет 2-го Украинского фронта, и указом Президиума Верховного Совета СССР от 24 марта 1945 года Михаил Павлович был награждён орденом Славы 1-й степени (№ 1605).

### Дальнейшая биография
До января 1945 года М. П. Азыркин продолжал воевать в Венгрии. Затем его отозвали с фронта и направили в Камышинское танковое училище. На военной службе Михаил Павлович оставался до мая 1946 года.
Демобилизовавшись в звании старшины, М. П. Азыркин вернулся в родное село. До 1947 года работал военруком в школе, затем занимал должность председателя сельского совета. После 1954 года Михаил Павлович трудился продавцом райпо, завхозом в совхозе «Кочетовский». В 1965 году ему было присвоено воинское звание младшего лейтенанта запаса.
Последние годы жизни М. П. Азыркин жил в городе Инсаре. Михаил Павлович был последним из живущих в Мордовии полных кавалеров ордена Славы.

Бюст на аллее Героев в Инсаре

Скончался 29 сентября 2002 года. Похоронен на кладбище села Кочетовка Инсарского района.

## Награды
- Орден Отечественной войны 1-й степени (06.04.1985)[26]
- Орден Славы 1-й степени (24.03.1945)[22]
- Орден Славы 2-й степени (23.08.1944)[9]
- Орден Славы 3-й степени (28.04.1944)[15]
- Медали, в том числе:

Медаль «За отвагу» (04.11.1943)
Медаль «За оборону Кавказа»
Медаль «За победу над Германией в Великой Отечественной войне 1941-1945 гг.»

## Увековечение памяти
- Бюст Азыркина установлен на аллее Героев в городе Инсар (Республика Мордовия).

## Оценки и мнения
Это — человек большой души, великолепно знающий технику, владеющий искусством вождения танков в любых условиях. Он был любимец экипажа, весельчак и балагур. Был настоящим другом, человеком, никогда не терялся, выходил победителем во многих сложных условиях боевой обстановки— Бадрей Назмиевич Бикмаев. Разведчик 134-го танкового полка 30-й кавалерийской дивизии. Кавалер орденов Славы 3-й и 2-й степеней.